# Erik Leonard Ekman
Erik Leonard Ekman, född 14 oktober 1883 i Stockholm, död 1931 i Santiago de los Caballeros, var en svensk botaniker och upptäcktsresande som upptäckte mer än 2000 växtarter i Karibien. Han upptäckte även Karibiens högsta berg, Pico Duarte, i Dominikanska republiken.

## Biografi
Ekman föddes i en fattig fembarnsfamilj och de tvingades på grund av ekonomiska omständigheter flytta till Jönköping då han var 11 år gammal. Där inleddes hans intresse för botanik och han blev senare fil. kand. vid Lunds universitet och erbjöds en gratisresa till Argentina av Johnsonlinjen.
Han tillbringade tre månader med att samla in växter i Misiones, där det fanns en svenska kolonisatörer som han kunde få hjälp av. 1908 fick han den Regnellska amanuenstjänsten vid Naturhistoriska riksmuseet i Stockholm. 1914 for han åter till Sydamerika efter att tagit sin doktorsgrad vid Lunds universitet.
Hans mål var Brasilien, men motvilligt gjorde han uppehåll på Kuba och på Hispaniola på uppdrag av professorer på Naturhistoriska Riksmuseet. På grund av första världskriget, politiska oroligheter på Hispaniola och böldpest på Kuba hindrades han att fortsätta till Brasilien. Han kom att bli kvar på Kuba i 10 år, med undantag för tre månader i Haiti samma år som han kom till Karibien. Kungliga Vetenskapsakademien fick honom slutligen att återvända till Hispaniola där han arbetade mellan 1924 och 1931. Ekman beslutade sig 1930 att fortsätta till Brasilien, men han avled innan dess, 47 år gammal, i Santiago de los Caballeros i Dominikanska republiken, där han även begravdes. Där finns en staty och en plakett och gator har uppkallats efter honom. På botaniska trädgården på Kuba finns en särskild avdelning för de växter han upptäckte.
Dokumentären Erkänd men okänd från 2006 handlar om Ekman.
Auktorsnamnet Ekman kan användas för Erik Leonard Ekman i samband med ett vetenskapligt namn inom botaniken; se Wikipediaartiklar som länkar till auktorsnamnet.